# Vertrag von Sboriw
Der Vertrag von Sboriw (polnisch Ugoda zborowska) wurde 1649 während des Chmelnyzkyj-Aufstands in Polen-Litauen zwischen dem polnisch-litauischen König Johann II. Kasimir und den Kosaken geschlossen.

## Vorgeschichte
Die Saporoger Kosaken waren mit der Union von Brest sowie mit der Beschränkung der registrierten Kosaken, die Sold von der polnischen Krone erhielten, unzufrieden. Sie wollten eine Aufstockung der registrierten Kosaken, eine Gleichberechtigung der orthodoxen Kirche und eine Vertreibung der Juden, die für die polnischen Magnaten die Abgaben eintrieben. Daher kam es seit dem 16. Jahrhundert immer wieder zu kleineren oder größeren Aufständen der Kosaken gegen die polnisch-litauischen Könige. 1648 brach der Chmelnyzkyj-Aufstand unter Bohdan Chmelnyzkyj aus, der einen persönlichen Groll gegen einige polnische Magnaten hegte, die ihn persönlich beleidigt hatten. Den Kosaken schlossen sich auch die Krimtataren an. Am 15. und 16. August 1649 kam es zur unentschiedenen Schlacht bei Sboriw.

## Beschlüsse
Die Anzahl der registrierten Kosaken wurde von 6.000 auf 40.000 erhöht. In den drei südöstlichen Woiwodschaften Kiew, Bracław und Czernihów sollten nur Orthodoxe Ämter bekleiden können. Das königliche Heer, Jesuiten sowie Juden sollten keinen Zugang zu Städten haben, in denen registrierte Kosaken stationiert waren. Bohdan Chmelnyzkyj sollte Hetman der Saporoger Kosaken werden. Der orthodoxe Bischof von Kiew sollte einen Sitz im polnisch-litauischen Senat bekommen. Unierte sollten keinen Zugang zum Hetmanat haben. Die Tataren durften auf ihrem Rückweg auf die Krim die Woiwodschaften Podolien und Bracław plündern. Zudem sollte der Khan der Krim İslâm III. Giray eine Tributzahlung von Polen-Litauen erhalten. Die Aufständischen sollten eine Amnestie erhalten.

## Nachgang
Der polnische Sejm hat den Vertrag im November 1649 ratifiziert. Die geistlichen Senatoren verweigerten jedoch die Anerkennung der orthodoxen Senatoren als gleichberechtigt im Senat. Auch den ostpolnischen Magnaten gingen die Zugeständnisse an die Kosaken zu weit, so dass sie die Umsetzung des Vertrags verweigerten. Die Kampfhandlungen wurden daher wieder aufgenommen.